# 알랭 베르세

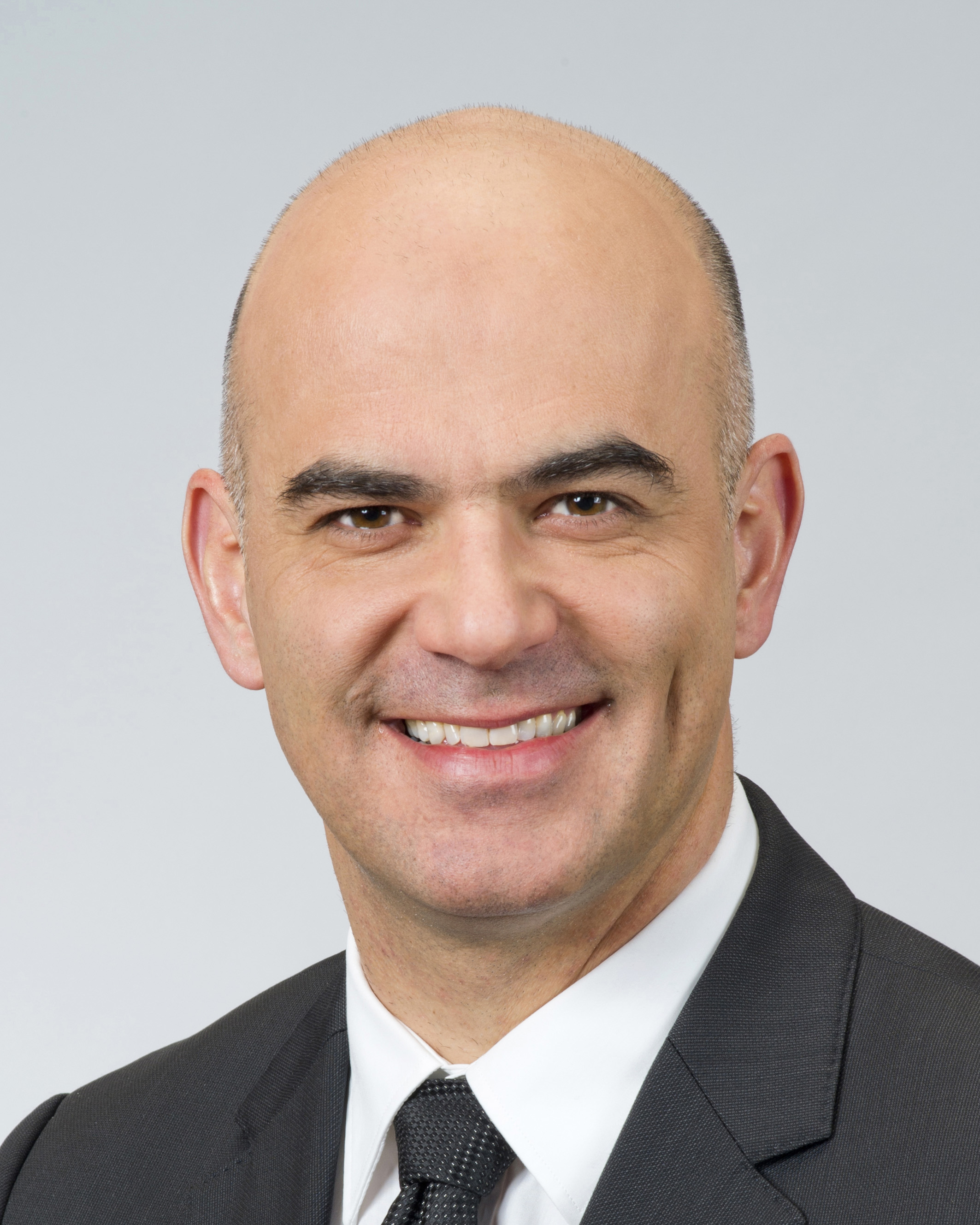
알랭 베르세

알랭 베르세(프랑스어: Alain Berset, 1972년 4월 9일 프리부르주 프리부르 ~ )는 스위스의 정치인이다.
2018년 1월 1일부터 12월 31일까지 스위스 연방 대통령으로 재직했다. 45세의 나이로 그는 1934년 마르셀 필레트-골라즈 이래 최연소 공직자였다. 2011년 연방평의회 의원으로 선출되기 전에, 그는 2008-2009년 임기를 위하여 주평의회 의장을 지냈다. 스위스 프랑스어, 스위스 독일어, 표준 독일어, 이탈리아어, 로만슈어, 영어를 구사한다

## 개인 생활
1972년 4월 9일 프리부르에서 교사와 서점의 아들로 태어난 베르세는 노이샤텔 대학교에서 정치학과 경제학을 공부했으며, 1996년 정치학 석사 학위를, 2005년 경제학 박사 학위를 받았다.
베르세는 뮤리엘 젠더 베르세와 결혼했으며 세 아이의 아버지이다. 그 가족은 프리부르 근처의 마을인 벨포에 살고 있다.

### 초기 경력
1996년부터 2000년까지 노이샤텔 대학교 지역경제연구소에서 조강사와 연구원으로 일했으며, 이후 함부르크 경제연구소로 옮겨 1년간 일했다. 2000년 프리부르주 제헌의회 의원이 되었고, 2004년까지 프리부르주 사회민주당의 의장이 되었다. 그는 또한 2001년부터 2003년까지 벨포 공동 의회에서 일했다. 2002년 뇌샤텔 주 경제부의 전략 컨설턴트가 되었다.

### 국무원 의원
2003년 프리부르주 출신의 스위스 의회 의원으로 선출되었으며, 2005년 12월 스위스 의회 그룹의 부회장이 되었다. 그는 또한 유럽 안보 협력 기구 (OSCE)의 의회 의원이었다. 2007년 재선에 이어 2007~2008년 국무원 부의장으로 선출되었으며, 2008~2009년 부의장으로 선출되었다.

### 연방평의회 의원

2018년 스위스 연방 의회

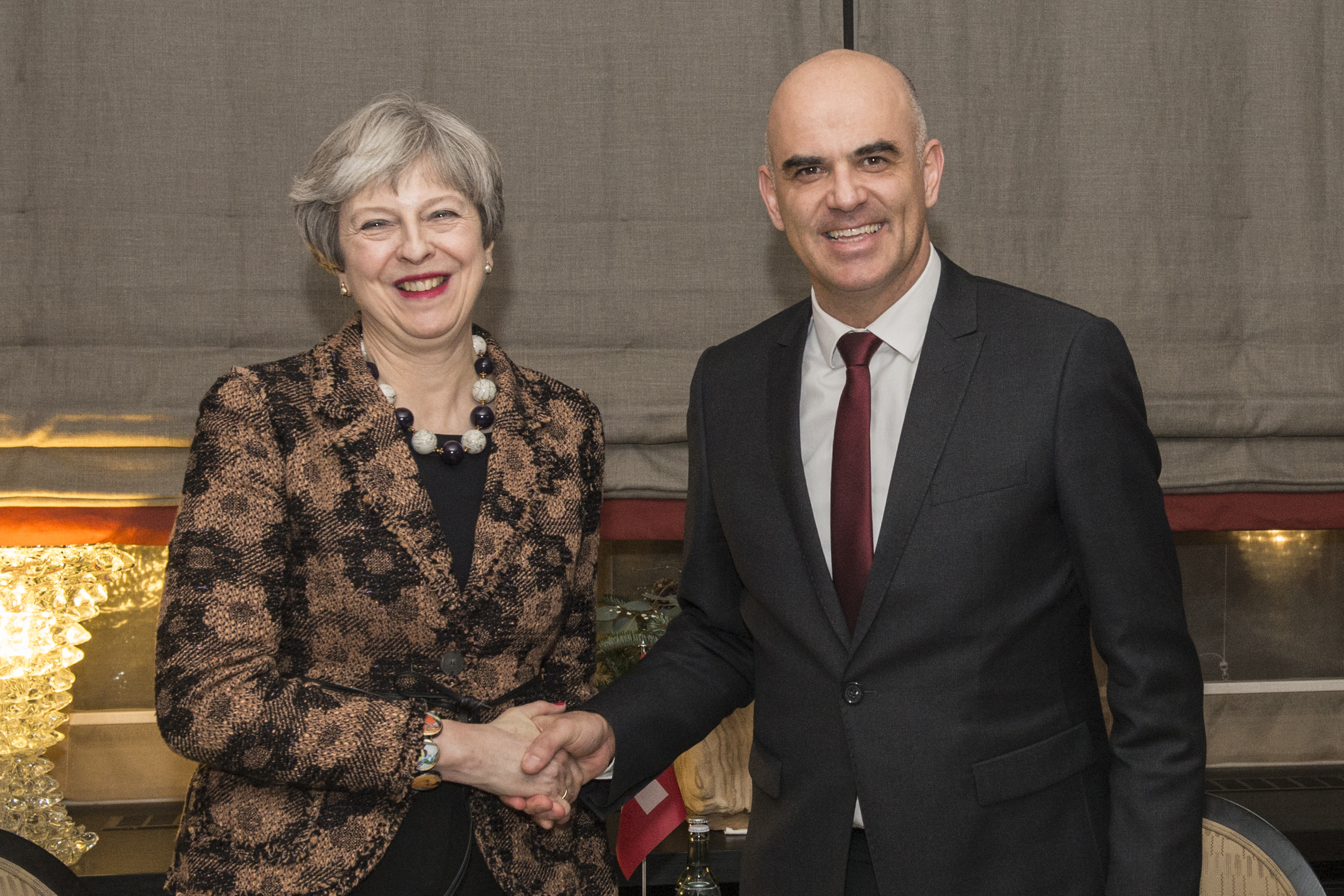
2018년 다보스에서 테리사 메이 영국 총리와 베르세

2011년 12월 14일, 그는 245표 중 126표를 얻어 스위스 연방평의회 의원으로 선출되었다. 그는 피에르 이브 마이야르와 함께 연방평의회로부터 자신의 사임을 선언한 미슐랭 칼미-레이의 후임으로 공식적으로 제시된 두 명의 후보들 중의 하나였다. 베르세는 연방 내무부의 수장이 되었고, 그 전 수장인 디디에 부르크할터는 연방 외무부의 수장이 되었다.
2017년 1월 1일, 도리스 루타르트 대통령의 후임으로 스위스의 부통령이 되었다. 2018년 12월 31일 대통령직을 사임했다. 그의 자리는 우엘리 마우러가 계승했다.
스위스의 코로나19 범유행 당시 연방 내무부 장관으로서 위기에 대한 정부의 대응을 주도한 인물 중 하나였다. 슈바이저 라디오und Fernsehen(SRF)과의 인터뷰에서 그는 "첫 번째 파도 동안 더 이상 낮인지 밤인지 평일인지 주말인지 알 수 없는 순간이 있었다. 그런 경험은 처음이라고 했다.

### 협박 사건
2020년 11월 21일, 독일어를 사용하는 주간지 다이스 웰투슈(Die Weltwoche)는 전 취리히 UDC 국가평의회 의원 크리스토프 뫼르겔리의 펜에서 연방평의원이 작년에 공갈 미수의 희생자라고 폭로했다.그들이 주고받은 사진과 사적인 메시지를 게시하는 것. 정치권이 이 사건을 압류하고 연방정부(MPC) 공공감시청은 연방평의원이 그의 불만 처리에 특혜를 받지 않았는지를 확인하기 위해 조사를 개시하였다.
2021년 9월, 코로나19 범유행 극복을 위한 연방평의회(Federal Council)의 보건 정책이 논의되고 알랭 베르세(Alain Berset)가 비판한 가운데, 사건은 다시 반등했다. 특히 연방사법경찰의 TIGRIS 태스크포스(TF)를 당사자의 집에 보내 치안 판사가 발동한 사생활 존중과 공익 사이의 한계에 대해 우편물을 발송한다.